# Sankt Markus kyrka, Zagreb
Sankt Markus kyrka (kroatiska: Crkva svetog Marka) är församlingskyrka för den gamla delen av Zagrebs centrum. Kyrkan ligger centralt på Sankt Markus torg i stadsdelen Gornji grad (Övre staden) där även det kroatiska parlamentet Sabor ligger. 
De delar av kyrkan som är av romansk arkitektur är det bästa beviset att kyrkan byggdes under 1200-talet. Likaså det altaret som tidigare var en del av sankt Markus kapell. Under 1300-talet genomgick kyrkan en totalrenovering och byggdes om i gotisk stil.
Kyrkan är känd för sitt vackra taktegel som visar Zagrebs stadsvapen och det Treeniga kungariket Kroatien, Slavonien och Dalmatiens statsvapen. På den nordvästra fasaden finns en replika av Zagrebs äldsta stadsvapen. Den bär inskriptionen av år 1499 och originalet går att beskåda i Zagrebs stadsmuseum. 